# نيا مودانيا
ني مودانيا (Νέα Μουδανιά) هي مدينة في هالكيديكي في مقاطعة فوريا إلادا في اليونان.